# Балун
43° 48′ 21″ N 15° 15′ 15″ E / 43.80583° С; 15.25417° И
Балун је ненасељено острвце у хрватском дијелу Јадранског мора. Налази се у Корнатском архипелагу око 1 km сјеверно од Мане и око 3 km јужно од Корната. Дио је Националног парка Корнати. Његова површина износи 0,052 km², док дужина обалске линије износи 0,92 km. Највиши врх је висок 29 m. Грађен је од кречњака кредне старости. Административно припада општини Муртер-Корнати у Шибенско-книнској жупанији.